# Club Natació Catalunya
Club Natació Catalunya je vaterpolski klub iz katalonskog grada Barcelone.

## Klupski uspjesi
- Kup prvaka: 1995.

- Kup pobjednika kupova: 1992.

- Europski superkup: 1992., 1995.

- prvak: 1978/88., 1988/89., 1989/90., 1991/92., 1992/93., 1993/94., 1997/98.

- kup: 1986/87., 1987/88., 1989/90., 1991/92., 1993/94., 1996/97.,

## Vanjske poveznice
- Web oficial del club  Arhivirana inačica izvorne stranice od 5. prosinca 2006. (Wayback Machine)